# Kosowo na Mistrzostwach Europy w Lekkoatletyce 2016
Kosowo na Mistrzostwach Europy w Lekkoatletyce 2016 – reprezentacja Kosowa podczas Mistrzostw Europy w Amsterdamie liczyła 2 zawodników (1 mężczyznę i 1 kobietę).

## Występy reprezentantów Kosowa

### Mężczyźni

#### Konkurencje biegowe
| Zawodnik     | Konkurencja   | Eliminacje | Eliminacje | Półfinał | Półfinał | Finał    | Finał |
| Zawodnik     | Konkurencja   | Rezultat   | Poz.       | Rezultat | Poz.     | Rezultat | Poz.  |
| ------------ | ------------- | ---------- | ---------- | -------- | -------- | -------- | ----- |
| Musa Hajdari | Bieg na 800 m | 1:48.97    | 11..       | NQ       | NQ       | NQ       | NQ    |

### Kobiety

#### Konkurencje biegowe
| Zawodniczka    | Konkurencja   | Eliminacje | Eliminacje | Półfinał | Półfinał | Finał    | Finał |
| Zawodniczka    | Konkurencja   | Rezultat   | Poz.       | Rezultat | Poz.     | Rezultat | Poz.  |
| -------------- | ------------- | ---------- | ---------- | -------- | -------- | -------- | ----- |
| Vijona Kryeziu | Bieg na 400 m | 56.04      | 19.        | NQ       | NQ       | NQ       | NQ    |